# ハルリンドウ
ハルリンドウ（春竜胆 Gentiana thunbergii）は、リンドウ科リンドウ属の冬型一年草。ごく小柄なリンドウ類である。

## 特徴
根本からロゼット状の根生葉を地表に広げる。葉は5mm-1cmの披針形。花期は3-5月。花茎を根出葉の中から抽苔し、高さは10cmほどとなり、先端に紫色の花をつける。花冠は長さ2-3cmの漏斗状で、朝、日光を受けると開花し、夕方に閉じる。
近縁種のフデリンドウとよく似ているが、フデリンドウは、根出葉が大変小さくロゼット状にならないことで区別できる。また、コケリンドウにも似るが、がく片が反り返らないことで判別できる。

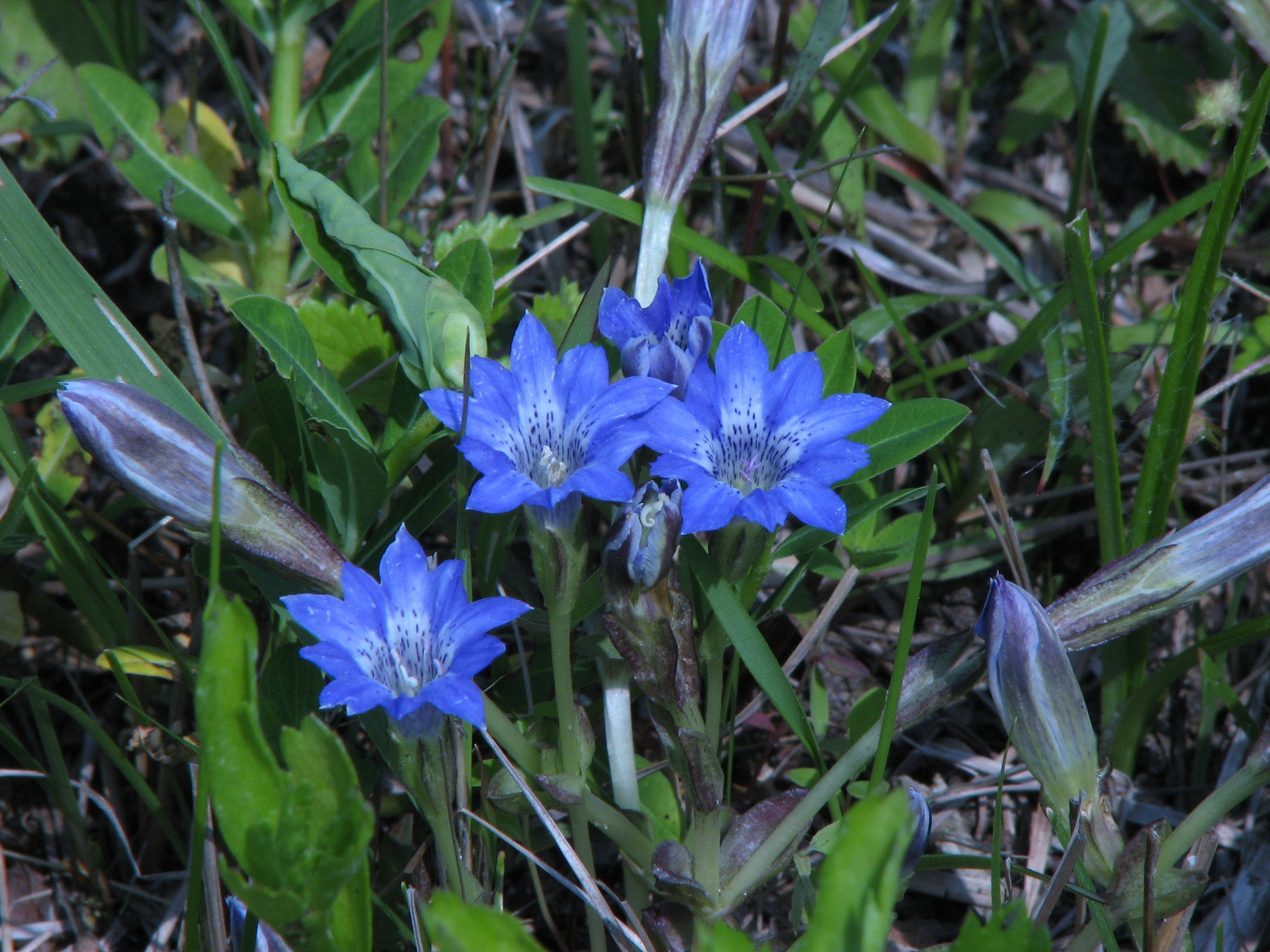
ハルリンドウ（成東・東金食虫植物群落・2008年5月）

## 分布と生育環境
本州・四国・九州の日当たりの良いやや湿った山野や湿地に生える草本。群生することが多い。

## 変種
タテヤマリンドウ（立山竜胆 Gentiana thunbergii var. minor）は、ハルリンドウの高山型の変種。北海道から中部地方以北の高山に分布する高山植物。花期は5-7月。全体は若干ハルリンドウより小さい。

## 近縁種
- フデリンドウ（筆竜胆 Gentiana zollingeri）
- コケリンドウ（苔竜胆 G. squarrosa）
- ミヤマリンドウ（深山竜胆 G. nipponica）